# Algebraïsche onafhankelijkheid
In de abstracte algebra, een deelgebied van de wiskunde, noemt men de elementen {\displaystyle s_{1},\ldots ,s_{n}\in L} van een lichaamsuitbreiding {\displaystyle L} van een lichaam/veld {\displaystyle K} algebraïsch afhankelijk over {\displaystyle K}, als zij voldoen aan een niet-triviale polynoom met coëfficiënten in {\displaystyle K}. Is zo'n polynoom er niet dan heten de elementen algebraïsch onafhankelijk over {\displaystyle K}. 

## Definitie
Laat {\displaystyle L} van een lichaamsuitbreiding zijn van het lichaam/veld {\displaystyle K}. De elementen {\displaystyle s_{1},\ldots ,s_{n}\in L} heten algebraïsch afhankelijk over {\displaystyle K}, als er een polynoom {\displaystyle p} in {\displaystyle n} variabelen is, met coëfficiënten in {\displaystyle K} en ongelijk aan het nulpolynoom, zodanig dat
{\displaystyle p(s_{1},\ldots ,s_{n})=0}.
Is er niet zo'n polynoom, dan heten {\displaystyle s_{1},\ldots ,s_{n}\in L} algebraïsch onafhankelijk over {\displaystyle K}.
Een eindige deelverzameling {\displaystyle S\subseteq L} noemt men algebraïsch (on)afhankelijk over {\displaystyle K}, als de elementen van {\displaystyle S} algebraïsch (on)afhankelijk zijn over {\displaystyle K}. 
Een willekeurige deelverzameling {\displaystyle D} van {\displaystyle L} noemt men algebraïsch afhankelijk over {\displaystyle K} als er een eindige deelverzameling van {\displaystyle D} is die algebraïsch afhankelijk is over {\displaystyle K}. Is zo'n deelverzameling er niet dan heet {\displaystyle D} algebraïsch onafhankelijk over {\displaystyle K}.